# Tobías Zárate
Tobías Joel Zárate (Haedo, 7 luglio 2000) è un calciatore argentino, attaccante del Miami FC.

## Biografia
È figlio di Rolando Zárate, calciatore professionista così come gli zii Mauro, Sergio ed Ariel.

## Carriera
Cresciuto nel settore giovanile del Vélez Sarsfield, ha debuttato in prima squadra il 5 febbraio 2020 disputando l'incontro di Coppa Sudamericana vinto 1-0 contro l'Aucas.

## Statistiche
Statistiche aggiornate al 10 marzo 2020.

### Presenze e reti nei club
| Stagione        | Squadra         | Campionato      | Campionato | Campionato | Coppe nazionali | Coppe nazionali | Coppe nazionali | Coppe continentali | Coppe continentali | Coppe continentali | Altre coppe | Altre coppe | Altre coppe | Totale | Totale | Totale |
| Stagione        | Squadra         | Comp            | Pres       | Reti       | Comp            | Pres            | Reti            | Comp               | Pres               | Reti               | Comp        | Pres        | Reti        | Pres   | Reti   |        |
| --------------- | --------------- | --------------- | ---------- | ---------- | --------------- | --------------- | --------------- | ------------------ | ------------------ | ------------------ | ----------- | ----------- | ----------- | ------ | ------ | ------ |
| 2019-2020       | Vélez Sarsfield | PD              | 3          | 0          | CA              | 0               | 0               | CS                 | 2                  | 0                  |             | -           | -           | 4      | 0      |        |
| Totale carriera | Totale carriera | Totale carriera | 3          | 0          |                 | 0               | 0               |                    | 2                  | 0                  |             | -           | -           | 5      | 0      |        |